# Seznam baskovskih kolesarjev
Seznam baskovskih kolesarjev.

## A
- Mikel Astarloza

## B
- Joseba Beloki

## C
- Iker Camaño

## E
- David Etxebarria

## G
- Aitor Gonzalez

## I
- Miguel Induráin
- Iñaki Isasi

## L
- Roberto Laiseka
- Iñigo Landaluze

## M
- Egoi Martinez
- Iban Mayo

## O
- Abraham Olano
- Unai Osa

## S
- Samuel Sánchez
- Joane Somarriba

## Z
- Haimar Zubeldia